# Carluccio Giacometto
Carlo Giacometto, detto Carluccio (Chieri, 1º luglio 1973), è un politico italiano.

## Biografia
Laureato in economia e commercio presso l’Università degli Studi di Torino.
Dal 2004 al 2014 è Consigliere della Provincia di Torino per Forza Italia prima e per il Popolo della Libertà poi, eletto nel collegio di San Salvario di Torino.
Nel 2014 è candidato per Forza Italia al Consiglio regionale del Piemonte, nella circoscrizione di Torino. Raccoglie poco più di 2000 preferenze, insufficienti per essere eletto (si classifica quinto in lista con soli tre eletti).
Dal 2014 al 2019 è stato commissario di Forza Italia per la provincia di Torino. Nel 2016, invece, è eletto consigliere comunale di Brusasco, riconfermato nel 2021.
Alle elezioni politiche del 2018 è eletto deputato di Forza Italia. È stato membro dal 2018 della VIII Commissione ambiente, territorio e lavori pubblici nonché della Commissione parlamentare di vigilanza sull’anagrafe tributaria.